# Ясмунд (национальный парк)
Национальный парк Ясмунд расположен на полуострове Ясмунд на северо-востоке острова Рюген в федеральной земле Мекленбург-Передняя Померания и существует с 12 сентября 1990. Это самый маленький национальный парк Германии, его площадь составляет 3003 га. На его территории находится наивысшая точка Рюгена — гора Пикберг высотой 161 м.

## История
Природное месторождение мела на полуострове Ясмунд разрабатывалось с давних пор в меловых карьерах. Когда в 1926 возникла угроза повторного открытия уже приостановленного мелового карьера, побережье севернее города Зассница отвели под заповедник. 12 сентября 1990 в рамках программы по созданию национальных парков в ГДР этот участок побережья был объявлен национальным парком.

## Меловые скалы
Меловые скалы острова Рюген подвержены постоянной эрозии. С каждым штормом большие куски отламываются от скал, ломая при этом и сбрасывая в море деревья и кусты. При этом отделяются также и окаменелости: здесь можно обнаружить ископаемые останки морских ежей, губок и устриц. Эрозия побережья заметно усилилась когда отсюда в XIX и XX веке были изъяты крупные ледниковые валуны для укрепления портовых гаваней. Валуны являлись естественными волнорезами перед меловыми скалами. С тех пор воды Балтийского моря всей своей мощью обрушиваются на обрывистое побережье.
Самым значительным местом национального парка является меловая скала «Королевский стул» (Königsstuhl) высотой 118 метров. В среднем 300 000 человек ежегодно вступают на площадку этой выделяющейся от линии побережья скалы, чтобы взглянуть оттуда на Балтийское море и на соседние внушительные участки побережья.

## Фауна и флора
В лесах парка можно найти многочисленные наполненные водой, бессточные впадины и низины, которые возникли большей частью как проломы мёртвого льда ледникового периода. Там, где эти водные поверхности мелеют, возникают так называемые котловинные болота. В этих впадинах и котловинных болотах можно встретить многочисленную чёрную ольху. На более сухих местах можно найти лесную грушу, лесную яблоню, рябину глоговину и тисы. К встречающимся здесь видам орхидей относится башмачок настоящий. Ещё одной особенностью является солевая растительность на северном побережье национального парка.
Фауна на территории национального парка многообразна и разнообразна. Только 1000 видов жуков живут в древесине или за счёт неё. В прозрачных ручьях можно увидеть необычное животное планарию альпийскую (Crenobia alpina), которая встречается только в горах. У этих же ручьёв можно также наблюдать зимородка. В утёсах меловых скал гнездятся городские ласточки и меловая совка — ночной мотылёк кремового цвета, встречающийся единственно в Германии на полуострове Ясмунд.
По причине высокой посещаемости национального парка здесь можно наблюдать сапсана и орлана-белохвоста лишь изредка.